# 艾格维沃 (上加龙省)
艾格维沃（法語：Ayguesvives，法語發音：[ɛɡviv]）是法国上加龙省的一个市镇，属于图卢兹区。

## 地理
艾格维沃（43°26'14"N, 1°35'49"E）面积13.11 平方千米，位于法国奧克西塔尼大區上加龙省，该省份为法国西南部内陆省份，西南端与西班牙接壤，自此顺时针与上比利牛斯省、热尔省、塔恩-加龙省、塔恩省、奥德省和阿列日省接壤。
与艾格维沃接壤的市镇（或旧市镇、城区）包括：蒙日斯卡尔、巴济耶日、孟德斯鸠洛拉盖、纳尤、圣莱昂。

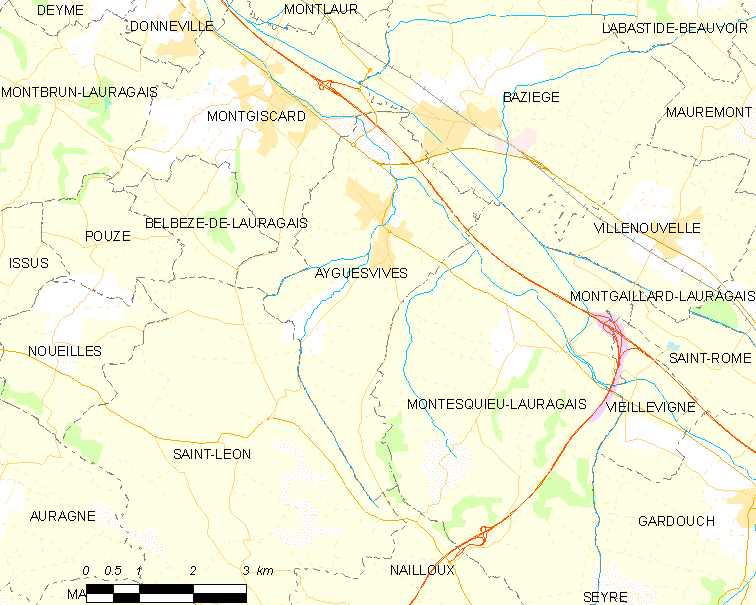
的OSM定位图

艾格维沃的时区为UTC+01:00、UTC+02:00（夏令时）。

## 行政
艾格维沃的邮政编码为31450，INSEE市镇编码为31004。

## 政治
艾格维沃所属的省级选区为埃斯卡尔康斯县。

## 人口

1962-2008年间人口变化图示

艾格维沃于2022年1月1日时的人口数量为2807人。